# Els germans Skladanowsky
Els germans Skladanowsky (en alemany Die Gebrüder Skladanowsky) és un film alemany del 1995 dirigit per Wim Wenders. La pel·lícula, realitzada amb estudiants de la Universitat de Televisió i Cinema de Múnic (HFFM), és una ficció documentada o documental ficcionat, un "docudrama". Relata el naixement del cinema a Berlín, on Max Skladanowsky i el seu germà Emil construïren un projector de 8 imatges per segon que anomenaren bioscop.

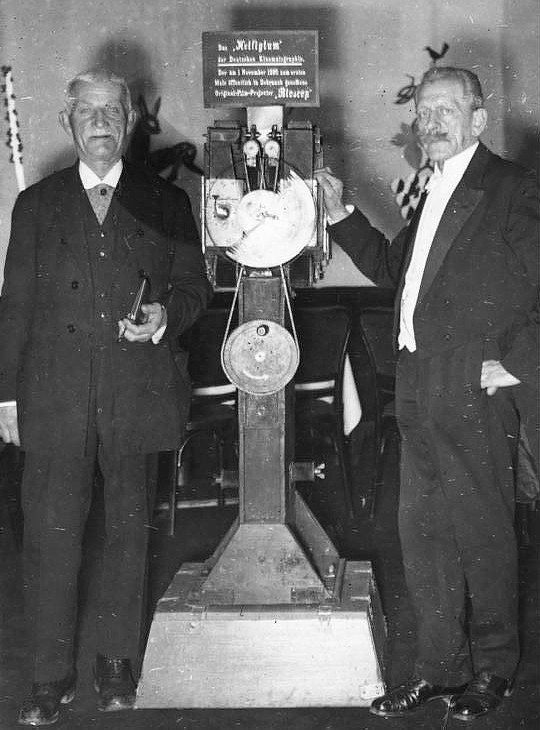
Max i Emil Skladanowsky.

## Història
El director alemany Wim Wenders decidí commemorar el primer centenari del naixement del cinema, l'any 1995, amb un homenatge a Max Skladanowsky, pioner alemany de la imatge en moviment i inventor del bioscop, juntament amb estudiants de la HFFM. Per fer-ho, Wenders entrevistà la filla de l'inventor, Lucie Hürtgen-Skladanowsky. Arran de l'entrevista, el projecte anà creixent i prenent la forma de llargmetratge. El film, dedicat als tres germans, es rodà amb tècniques pròpies del cinema mut i intercal·la imatges de l'entrevista a Lucie.

## Sinopsi
La història d'Els germans Skladanowski descriu la relació del tenaç Max (Udo Kier), el malabarista Eugen (Christoph Merg) i l'enamoradís Emil (Otto Kuhnle) amb el món de les varietats del Berlín de finals de segle. La trama se centra en la figura de Max Skladanowsky i en els seus esforços per donar a conèixer el seu invent. El bioscop era, en realitat, una evolució de la llanterna màgica que emprava dos projectors sincronitzats amb bandes fotogràfiques alternes. Aquesta alternança provocava la il·lusió de moviment. El 21 de novembre de 1895, un mes abans de la presentació del cinematògraf dels germans Lumière al cafè de París, els germans Skladanowski oferiren una sessió al Wintergarten berlinès. Aquesta projecció és ficcionada al film de Wenders, que també inclou moments vaudevillescos i de slapstick.

## Estructura
L'argument del film consta de tres parts diferenciades:
- Primera part: "De com el pare trobà la solució". En una reconstrucció ficcional i amb una fotografia experimental, Gertrud, la filla gran de Max Skladanowsky narra les aventures que visqueren el seu pare, els oncles Emil i Eugen i ella mateixa fins que es resolgueren els problemes tècnics del bioscop.
- Segona part: "La primera exhibició". Un narrador, la veu en off que representa ser la de Max Skladanowsky, posa en contrapunt la primera exhibició del cinématographe dels germans Lumière al Salon Indien del Grand Café de París el 28 de desembre de 1895 i la del bioscop al Wintergarten Varieté de Berlín l'1 de novembe de 1895.
- Tercera part: "1895-1995". Lucie Hürtgen-Skladanowsky, la filla menor de Max, nascuda l'any 1904, rememora i comparteix els records de la seva constel·lació familiar al llarg d'un segle.